# Stående hunde
Stående hunde er en gruppe af jagthunde, der tager stand for vildtet, som typisk er hønsefugle, skovsnepper og bekkasiner. Racerne inddeles i kontinentale racer som gammel dansk hønsehund og tysk ruhåret hønsehund, samt engelske racer som engelsk setter og pointer.